# Azetium
Azetium fu un antico insediamento attestato archeologicamente a partire dall'età del ferro nell'antica Apulia (già Iapigia, odierna Puglia), nei pressi dell'attuale Rutigliano. Sorse su di un'area già frequentata durante l'età neolitica e sistematicamente occupata a partire dal Bronzo finale.
L'area archeologica, tuttora caratterizzata dalla presenza delle mura di difesa di epoca classica (IV secolo a.C.), si trova a Nord-Est dell'odierno abitato di Rutigliano, in contrada Torre Castiello.

## Storia
Il sito archeologico di Torre Castiello, ubicato sul poggio omonimo a Nord-Est della cittadina barese di Rutigliano, conserva le rovine della città peuceta di Azetium, che precorse la nascita dell'attuale borgo medievale. L'insediamento, che ha restituito tracce di frequentazione umana che risalgono all'età neolitica, fu occupato sporadicamente a partire dal Bronzo Finale (XI - VIII secolo a.C.) e durante la successiva età del Ferro. La bassa collina, che racchiude un'area oggi intensamente coltivata a vigneti a tendone, è lambita sul suo margine meridionale e sud-occidentale da un solco erosivo di origine carsica, anticamente percorso dalle acque, e noto come Lama di Mosca - Giotta. Oltre ad aver fornito le risorse idriche necessarie al fabbisogno delle genti che si stanziarono sui pianori prospicienti, l'ampia e scoscesa vallata del torrente carsico costituì per l'insediamento una difesa naturale.
Il promontorio assunse fisionomia urbana probabilmente soltanto a partire dall'età classica, allorché venne eretto un poderoso circuito murario in buona parte tuttora conservato in situ. Infatti, attorno alla seconda metà del IV secolo a.C., le ostilità che contrapposero la città magno-greca di Taranto alle popolazioni dei villaggi messapi e peuceti della Puglia centro-meridionale contribuirono a fare in modo che la maggior parte dei centri indigeni si dotasse di ben più sicure opere di fortificazione e di difesa. 

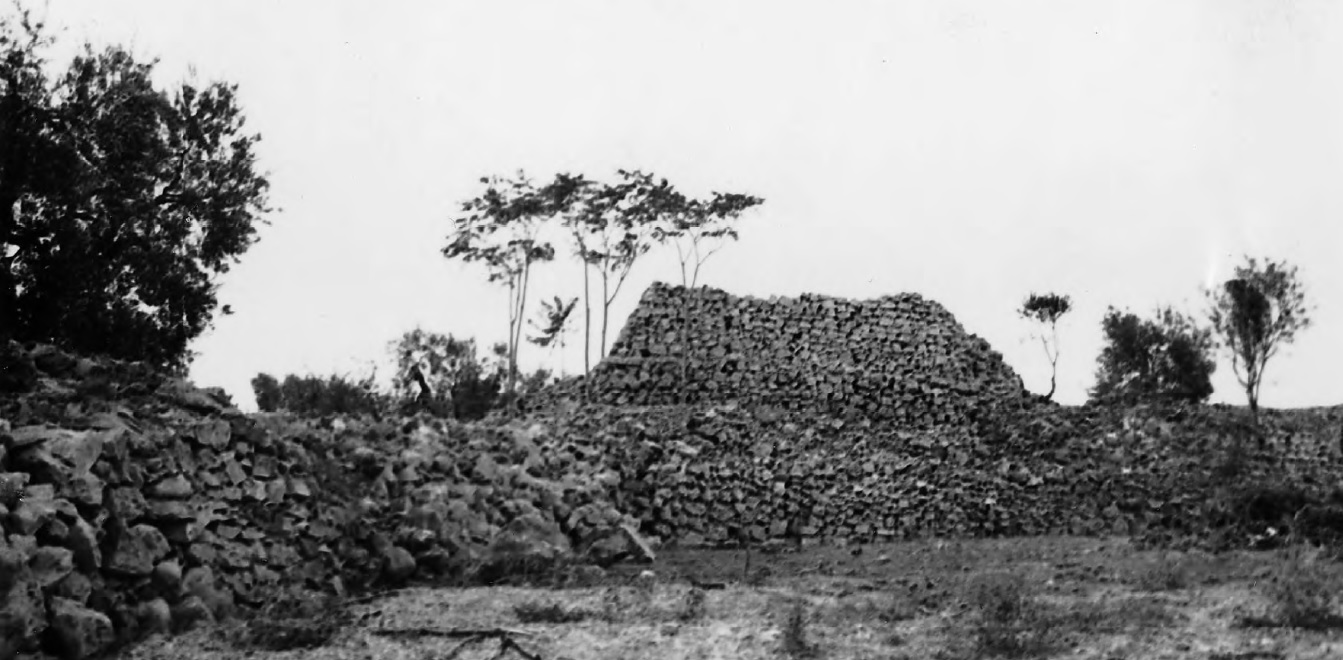
Tratto settentrionale delle mura di cinta e torrione troncoconico detto Il Belvedere (IV secolo a.C.)

Il pianoro di Castiello risulta infatti tutt'oggi circondato da un'imponente muraglia della lunghezza complessiva di 3450 metri, costituita da un doppio paramento con émplekton centrale di riempimento. La fortificazione è composta da enormi blocchi isodomici di base (in opera poligonale) assemblati a secco, sovrastati da conci di misura via via inferiore. A seconda dello stato di conservazione, la sua altezza varia fra i 4 ed i 6 metri, mentre la profondità, in alcuni punti, raggiunge picchi di 5 metri. Lungo il perimetro, la cintura muraria presenta alcuni avancorpi a pianta quadrata e doveva essere intervallata da torri di vedetta: se ne conservano alcune sul versante esposto a Nord, fra cui l'erta "Torre Belvedere". Sul margine settentrionale, le mura raggiungono infatti dimensioni considerevoli e sono affiancate da una cortina esterna che corre parallela ad essa nella direzione in cui l'abitato si protende verso l'Adriatico e pertanto doveva risultare maggiormente aggredibile. Sul versante meridionale, invece, la muraglia si mostra meno robusta, essendo direttamente affacciata sulla forra della lama di Mosca da cui è naturalmente difesa.
L'ingresso alla città da Sud era assicurato da un viadotto conosciuto localmente come "Ponte Romano", il quale consentiva di scavalcare agevolmente il profondo solco torrentizio. Lo sconvolgimento dell'assetto idrogeologico del territorio, in gran parte dovuto alle trasformazioni agrarie dell'ultimo secolo (impianto di viti da tavola a tendone), ne determinò l'inesorabile crollo durante una poderosa piena alluvionale, occorsa nel gennaio del 1984.
L'insediamento dovette assumere fisionomia propriamente urbana durante l'età classica, periodo al quale si attribuiscono diverse sepolture a fossa, a semicamera e a cassa litica, la maggior parte delle quali già depredate al momento del rinvenimento.

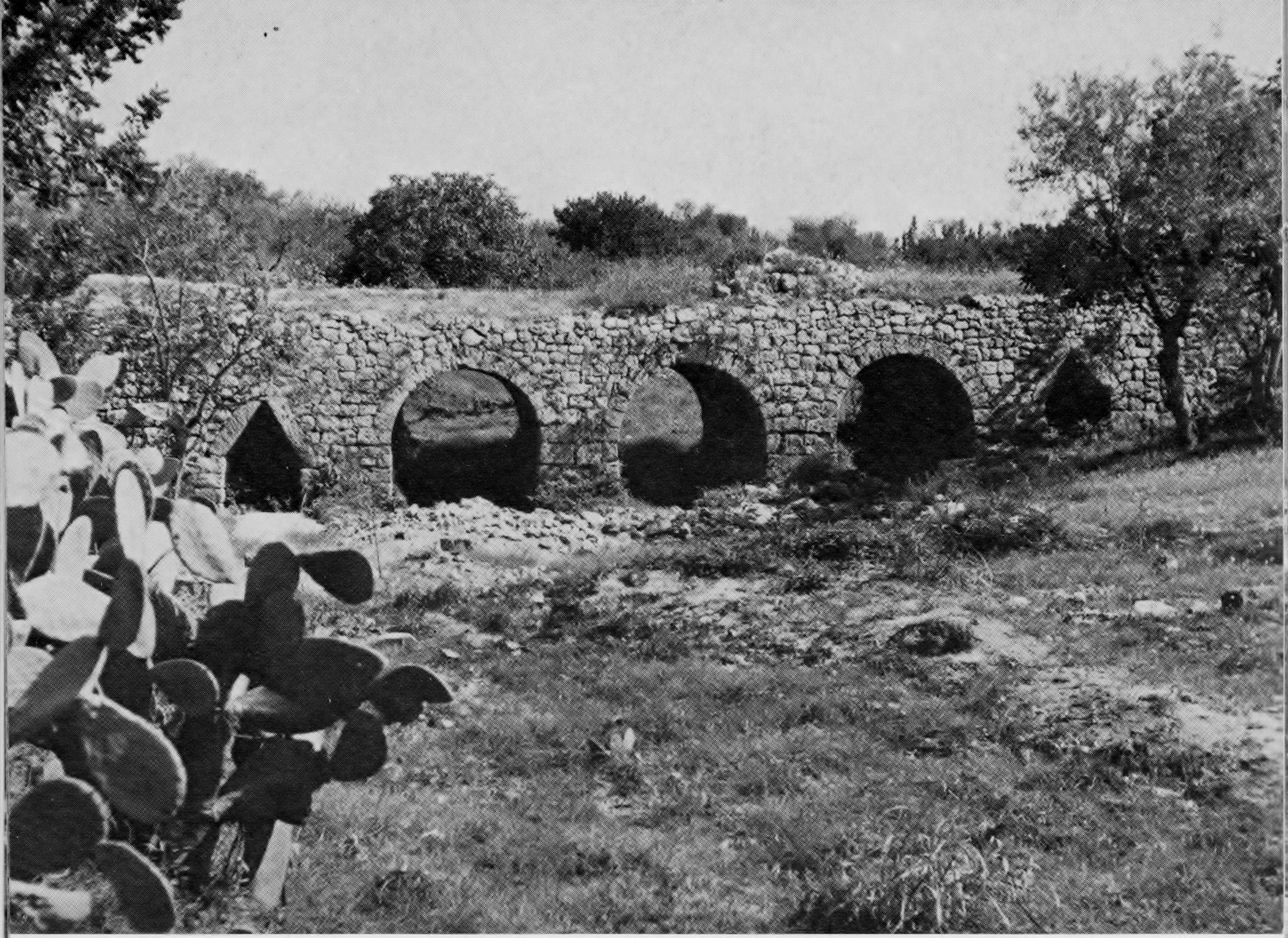
Il cosiddetto "Ponte Romano" di Rutigliano che, scavalcando Lama Giotta, conduceva all'abitato peuceta di Azetium. Crollò a seguito di un'alluvione il 14 gennaio 1984.

La continuità di vita del centro indigeno è ben documentata in epoca ellenistica, quando probabilmente in cima al pianoro era collocata l'acropoli che ospitava un edificio di carattere pubblico, ipotizzato sulla scorta dei numerosi rocchi di colonne con scanalature rinvenute in passato in posizione di crollo (oggi irreperibili). In epoca repubblicana il centro continuò a svilupparsi, avvantaggiandosi della sua collocazione lungo un percorso viario noto come "mulattiera di Strabone", identificato con la via Minucia, variante interna della via Traiana subcostiera. Tale arteria collegava Bitonto ad Egnazia passando per i centri intermedi di Caelia (Ceglie del Campo), Azetium (Rutigliano) e Norba (Conversano). Inoltre era adeguatamente dotata di percorsi secondari che la collegavano alla costa adriatica, tuttora ravvisabili nelle diverse strade vicinali che dalla contrada di Castiello conducono sino al litorale (località "Cala Paduano", probabile sbocco portuale azetino, oggi fra Torre a Mare e Mola di Bari).
Il toponimo della città archeologica, di probabile origine paleo-italica (da Ausetium), si desume da diverse fonti di età imperiale (Plinio il Vecchio, l'Anonimo Ravennate, Guidone) e dalla fondamentale Tabula Peutingeriana o Todosiana (III-IV secolo d.C.), che riporta "Ehetium" (donde "Azetium", italianizzata in Azezio) come dislocata sulla direttrice interna di origine indigena prima menzionata, a metà strada fra "Celia" (Ceglie) e "Norve" (Conversano).
La sopravvivenza della città è documentata, ma solo sporadicamente, sino alla tarda età imperiale (V-VI secolo d.C.) attraverso rinvenimenti ceramici di superficie.

## Ritrovamenti archeologici
(Azezio, Sebastiano Tagarelli)
L'antico abitato di Azetium sorge su una modesta altura, in località Torre Castiello, circa 2,5 km a nord-est di Rutigliano.
Il primo studioso moderno che ne riporta la localizzazione è il Romanelli nel 1818. Infatti, le prime notizie relative a questo insediamento, noto per la sopravvivenza del circuito murario, risalgono agli inizi del XIX secolo e sono per lo più segnalazioni di rinvenimenti fortuiti, non localizzati con precisione, o acquisti di materiali archeologici da parte di musei regionali o, ancora, sequestri in relazione a scavi clandestini. I primi interventi di scavo, effettuati dal paletnologo Franco Biancofiore, risalgono al 1955 e vengono effettuati lungo il settore nord della fortificazione. La ceramica rinvenuta indica fasi di vita dell'abitato comprese fra l'età del Bronzo finale e l'età tardoellenistica e repubblicana.
Le prime tracce di frequentazione ad Azetium sono rappresentate da alcuni frammenti di ceramica neolitica, raccolti in superficie nella parte meridionale della collina, probabilmente da porre in relazione con il vicino insediamento di Torre delle Monache, situato sulla sponda opposta della Lama Giotta. Più cospicua è la presenza di ceramica della prima età del Ferro, particolarmente concentrata nella zona settentrionale del promontorio. Si tratta di frammenti di vasi d'impasto bruno e nero lucido, e di resti di intonaco, che testimoniano l'esistenza di un insediamento stabilem costituito con ogni probabilità da un piccolo nucleo di capanne d'argilla e paglia, del tipo già attestato in numerosi villaggi iapigi disseminati nel territorio.
Con l'inizio dell'età storica le testimonianze di vita sul pianoro si diradano notevolmente, concentrandosi invece nelle zone adiacenti, a sud-est, dove si riscontra la presenza di abbondante ceramica di età arcaico-classica e di coppi dipinti in rosso di tipo laconico (contrada Petruso, Pappalepore, Le Rene). Ciò rende credibile l'ipotesi secondo la quale, in questa fase storica, la zona pianeggiante a sud-est della collina di Azetium doveva corrispondere alla sede di uno o più nuclei insediativi, dotati di edifici con fondazioni in pietra e coperture fittili policrome.
Una nuova fase di occupazione del promontorio si apre nel IV secolo a.C., protraendosi per tutta l'età ellenistica, e corrisponde al periodo di massima espansione edilizia ed economica dell'abitato, che assume ora una fisionomia propriamente urbana.
I rinvenimenti fortuiti proseguono spesso in occasione di lavori agricoli o dovuti a studiosi locali. Fra di essi si segnala il rinvenimento di una tomba databile al IV sec. a.C. e di un tesoretto di 80 denarii di età repubblicana.
Alla fine degli anni '70 si individua una cisterna a fiasca genericamente databile, in base alla ceramica e a tre monete presenti nel suo interno, all'età imperiale.
Negli anni '80 riprendono gli scavi nel settore nord delle mura e vengono individuate e scavate otto tombe a fossa databili fra la fine del IV e gli inizi del III sec. a.C., periodo al quale di ascrive la costruzione della fortificazione e il maggior sviluppo dell'abitato.

## Scavi sistematici
Alla fine degli anni '80, durante indagini sistematiche nella parte sud-est della collina, vengono evidenziati due edifici. Il primo doveva essere costituito da una pars dominica e una pars rustica (settore di residenza e settore produttivo di una villa rustica). Le strutture della prima erano in blocchi calcarei e tufo, rivestite da intonaci con decorazioni a fresco e cornici in stucco; i pavimenti di terra pressata con pietrisco e frammenti ceramici costituiti da tegole infisse di taglio nel terreno e coperte da malta. Il settore produttivo, invece, doveva essere costruito in modo meno accurato, caratterizzato da una cisterna e grossi contenitori interrati. Grazie al rinvenimento, al di sotto delle predette strutture, di una tomba a semicamera, di ceramica e di una moneta d'argento, rinvenuti all'interno di quest'ultima, è stato possibile datare il complesso fra III e I sec. a.C.
Il secondo edificio, individuato più a sud, è realizzato anch'esso in blocchi di calcare e tufo rivestiti da intonaci decorati e cornici in stucco e si impianta su precedenti strutture di cui è stata evidenziata una grande vasca. La datazione dell'impianto, dovuta anche al rinvenimento di tre assi in bronzo, è compresa fra la fine del III e la metà del II sec.a.C.
Alla fine degli anni '90 sono state condotte indagini sistematiche di superficie all'interno dell'abitato, al fine di ubicare con precisione i rinvenimenti editi e di appurare lo stato di conservazione delle evidenze archeologiche. Il rinvenimento di ceramica ad impasto bruno ha potuto accertare la presenza dell'abitato, o comunque di un'occupazione dell'area, già durante l'età del Ferro. Alla scarsità di materiali relativi all'età arcaica e classica fa riscontro l'abbondante presenza di ceramiche di età ellenistica, già da IV sec.a.C.
A questa fase si riferisce la costruzione del circuito murario difensivo, lungo circa 3,5 km, che doveva delimitare un'area di 6 ettari. La sua sopravvivenza è oggi nei muretti a secco che ne ricalcano il circuito e nella presenza di blocchi delle mura riutilizzati nella costruzione di trulli e capanni presenti nell'area.
La costruzione delle mura di questo insediamento si inserisce in un fenomeno di urbanizzazione già conosciuto nel territorio grazie ad abitati come Bari, Monte Sannace, Ceglie e Turi.
Fra il IV e il III sec.a.C. le testimonianze restituite da Azetium sono soprattutto di carattere funerario. L'esistenza di una fase edilizia risalente a questo periodo, che le indagini sistematiche degli anni '90 hanno lasciato intravedere, attendono una verifica dall'ulteriore approfondimento delle ricerche. Sembra evidente, tuttavia, che già in questa fase, e in particolare nel III secolo a.C., la comunità di Azetium si trovasse in una situazione di stabile equilibrio sociale ed economico, dovuta alle ampie possibilità di sfruttamento agricolo del territorio ed ai fiorenti commerci. Tali attività erano rese possibili dalle presenza di una fitta rete di tratturi, che consentiva i collegamenti con l'entroterra e con i vicini insediamenti costieri (Paduano), ma certamente anche da fattori di carattere politico-istituzionale, potendo usufruire, insieme a poche altre comunità della Peucezia, della condizione di civitas sociorum. Risalgono a questo secolo, del resto, le emissioni monetali in bronzo recanti l'etnico AIETINΘN, come pure un elemento architettonico con iscrizione in alfabeto "apulo" riferibile ad un edificio pubblico, che costituisce uno dei rarissimi documenti epigrafici della località.
Nei decenni successivi alla seconda guerra punica, caratterizzati in Peucezia dalla totale disgregazione del precedente sistema produttivo e dall'estinguersi di molti insediamenti, la situazione riscontrata ad Azetium rappresenta senza dubbio una eccezione. Le testimonianze relative all'abitato consentono di attribuire alla comunità di II secolo a.C. condizione di particolare benessere economico, che perdurano almeno fino alla metà del I secolo a.C.
Oltre questo periodo si avverte una netta cesura nella documentazione archeologica, certamente legata al momento di profonda crisi dovuto agli esiti della guerra sociale (91-88 a.C.) al quale va ricondotto, fra l'altro, il seppellimento del tesoretto tardorepubblicano.
Si ritiene che, a seguito del riassetto amministrativo che seguì alla fine della guerra sociale con la concessione della cittadinanza romana (90 - 88 a.C.), anche gli abitanti di Azetium dovettero essere inseriti fra le tribù rustiche cui era concesso il diritto di voto. Si suppone che le comunità dell'area peuceta fossero state attribuite nel loro insieme alla tribù Claudia (come attestato epigraficamente per Barium, Celia e Rubi). La città sarebbe stata quindi promossa al rango di municipium. Infatti gli elenchi di città italiche e di comunità locali redatte da Plinio il Vecchio (fra cui figurano gli "Aezetini") dipendono direttamente da documenti amministrativi (liste censitarie dei cives) di età pre-augustea, ragion per cui le entità urbane menzionate sono da considerare come dotate di autonomia municipale acquisita a seguito del riordinamento dell'assetto territoriale preesistente (fatto di civitatis sociorum) già definito al momento della conquista romana. La precedente condizione di civitas sociorum è invece indiziata dall'attestazione della coniazione monetale cittadina (AIETINΩΝ) in un'epoca precedente alla guerra sociale, attestata, nel III secolo a.C., anche per Barium, Butuntum, Celia, Rubi, Grumum, Neapolis, Sidis-Silvium, Graxa.

## Fasi di frequentazione e occupazione
L'altura di Castiello fu frequentata, in un primo momento, in età neolitica nel suo tratto meridionale in prossimità di Lama Giotta. Durante il Bronzo Finale e la prima età del Ferro fu occupato il margine settentrionale della collinetta. Al villaggio protostorico iapigio ed alla successiva occupazione della piana a sud-est in età arcaico-classica, segue, dal IV secolo a.C., un insediamento stabile che si estende su tutta la collina.
Alla seconda metà del IV secolo a.C., in coincidenza con gli eventi bellici che opposero Taranto alle popolazioni indigene, culminati nella spedizione di Alessandro il Molosso (fra 334-332 a.C.), si ascrive la costruzione delle mura di cinta. Allo stesso periodo risalgono, infatti, le cerchie murarie che racchiudono altri importanti insediamenti della Peucezia, come Thuriae - Monte Sannace, Celia - Ceglie, Sidion, Altamura, nei quali si assiste contemporaneamente ad una decisiva evoluzione dell'articolazione degli spazi interni, dell'organizzazione sociale ed economica.
Una contrazione dell'abitato nella parte meridionale dell'altura è ben rappresentato, per le epoche successive (II-I sec.a.C.), dalla presenza di ceramica a pasta grigia. Ancor più esigue le ceramiche relative alla fase imperiale.
Fra gli ultimi anni della repubblica e la prima età imperiale, i profondi mutamenti imposti dalla penetrazione romana nel sistema insediativo e nelle strutture produttive del territorio dovettero influire notevolmente sulla vita dell'abitato.
Nelle fasi successive al I sec.a.C. si ha dunque una graduale crisi e contrazione dell'abitato. La sua sopravvivenza, seppure in tono minore, è tuttavia documentata da alcuni resti e dai riferimenti delle fonti, che ne indicano la presenza lungo il percorso di importanti arterie viarie, sino al suo definitivo abbandono allorché l'altura diviene, come ancora oggi, area agricola densamente coltivata.

## Degrado
Il sito di inestimabile valore storico-archeologico (oltre che ambientale e paesaggistico, per via dell'adiacente habitat naturale della lama) versa in colpevole stato di abbandono, in preda alle deturpazioni operate periodicamente dai coltivatori diretti che, in barba alle norme di tutela del sito archeologico istituite dagli anni ottanta del secolo scorso, seguitano a incrementare le piantagioni di vigneti a tendone, eseguendo finanche i proibiti e dannosi derocciamenti ("scassi") con frangipietre e arature profonde. Le stesse spesso riportano alla luce frammenti di ceramiche di pregio con tracce di decorazioni, insieme ad anse e altre porzioni di recipienti di ceramica d'uso.

## Fruibilità
Delle vestigia dell'antica Azetium è attualmente visibile l'intero circuito murario di fortificazione in opera poligonale che circondava l'acropoli della città antica.